# Test di barrage
Il test di Barrage (in italiano sbarramento) o test di cancellazione linee/lettere, è un test neuropsicologico per la valutazione della neglect peripersonale, e serve a misurare la capacità di attenzione spaziale e selettiva del paziente.
Un test di tipo Barrage, è per esempio, il test di cancellazione di lettere di Spinnler e Tognoni (1987).